# Michel Bezuijen

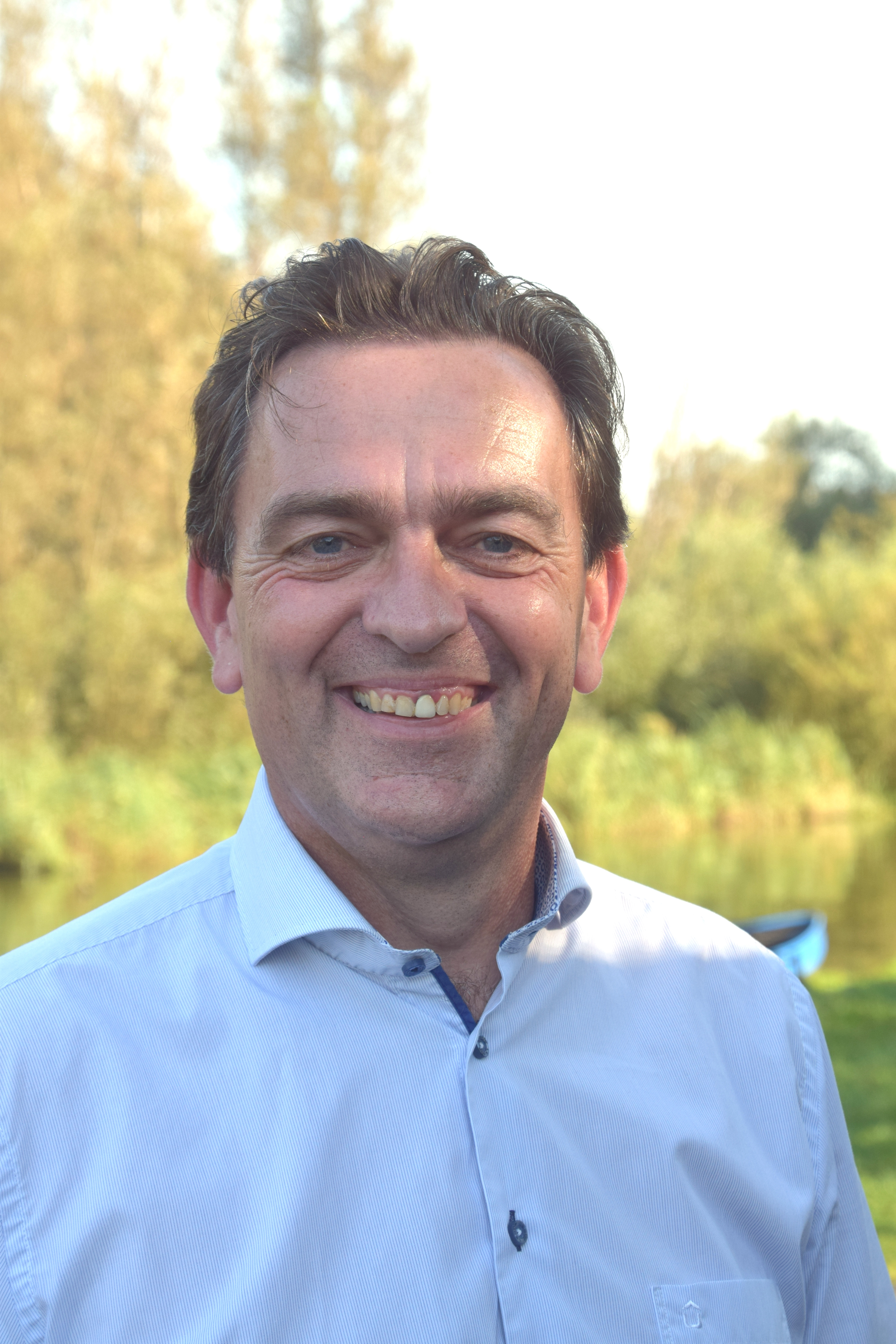
Michel Bezuijen als Bürgermeister von Rijswijk

Michel Johannes Bezuijen (* 24. Juni 1966 in Amsterdam) ist ein niederländischer Politiker (VVD). Seit dem 1. Oktober 2020 ist er Bürgermeister von Zoetermeer.

## Karriere
Nach dem Abschluss der Sekundarstufe (mavo, havo und vwo) entschied sich Bezuijen für ein Masterstudium der Verwaltungswissenschaft an der Universität Leiden. Nach Abschluss seines Studiums begann er seine Tätigkeit beim Crisis Investigation Team (COT). Dieses Team – von Uri Rosenthal geleitet – konzentriert sich auf die Evaluation und Erforschung von Krisenentscheidungen. In den darauffolgenden Jahren wurde Bezuijen zum stellvertretenden Direktor des COT ernannt. Neben der Evaluierung konzentrierte er sich dann auch auf die Beratung und Schulung von Organisationen und Einzelpersonen im Bereich der Sicherheitspflege. Nach dem COT arbeitete Michel Bezuijen zwei Jahre lang in Amsterdam als Leiter des Einsatzteams, wo er für alles zuständig war, was mit Krisen, Katastrophen, Veranstaltungen und öffentlicher Ordnung zu tun hatte.
Der Niederländer begann seine politische Laufbahn als Beigeordneter und erster Vizebürgermeister der Gemeinde Haarlemmermeer. 2013 wurde er Bürgermeister der Gemeinde Rijswijk. Im März 2019 nominierte der Gemeinderat von Rijswijk Bezuijen für seine zweite Amtszeit als Bürgermeister. In Haarlemmermeer fand 2016 eine weitere Ratsbefragung über den Bau des Baseballstadions Hoofddorp Pioniers statt – eines der Projekte aus der zehnjährigen Amtszeit von Bezuijen.
Am 18. Juni 2020 wurde Bezuijen vom Stadtrat von Zoetermeer zum neuen Bürgermeister ernannt und trat damit die Nachfolge von Charlie Aptroot an. Am 4. September 2020 wurde bekannt gegeben, dass der Ministerrat die Nominierung akzeptiert hat, sodass er per königlichem Dekret zum 1. Oktober 2020 ernannt werden konnte.

## Persönliches
Er lief bereits zwei Marathons (New York City und Dublin) und nahm 2012 an der Alpe d'HuZes teil. Vom 3. Februar 2018 bis zum 26. Juni 2021 war er Vorsitzender des nationalen Sportverbands Badminton Nederland. Von 2014 bis 2018 war er außerdem Vorstandsmitglied und stellvertretender Vorsitzender des Königlichen Niederländischen Schwimmverbands.